# Pierwsza gwiazdka (film)
Pierwsza gwiazdka (ang. The Star) – amerykański film animowany z 2017 roku w reżyserii Timothy’ego Reckarta, wyprodukowany przez wytwórnię Sony Pictures Entertainment.
Premiera filmu odbyła się 17 listopada 2017 w Stanach Zjednoczonych. W Polsce premiera filmu odbyła się 1 grudnia 2017.

## Fabuła
Akcja filmu rozgrywa się w Nazarecie. Anioł ogłasza Marii, że urodzi Syna Bożego. Jego wizytę widzi myszka Abby i biegnie ogłosić dobrą nowinę innym zwierzętom. Wiele kilometrów dalej pracujący w młynie osiołek Bo ucieka z kieratu, aby znaleźć lepsze życie. Niedługo potem kaleczy się w nogę i szuka schronienia w skromnym gospodarstwie w Nazarecie. Rannego zbiega znajduje Maria, która spodziewa się dziecka i przygotowuje się do ślubu z Józefem. Gospodarze przygarniają osiołka. Tymczasem kolejne zwierzęta podążają za gwiazdą, w okolice, gdzie mieszkają Maria i Józef, by zobaczyć narodziny Mesjasza.

## Obsada
| Rola | Aktor               | Polski dubbing        |
| --- | ------------------- | --------------------- |
| Bo | Steven Yeun         | Mateusz Narloch       |
| Maria | Gina Rodriguez      | Joanna Kudelska       |
| Józef | Zachary Levi        | Kamil Pruban          |
| Dave | Keegan-Michael Key  | Krzysztof Szczepaniak |
| Leah | Kelly Clarkson      | Barbara Garstka       |
| Edith | Patricia Heaton     | Izabela Dąbrowska     |
| Abby | Kristin Chenoweth   | Agnieszka Mrozińska   |
| Felix | Tracy Morgan        | Karol Wróblewski      |
| Cyrus | Tyler Perry         | Wojciech Żołądkowicz  |
| Deborah | Oprah Winfrey       | Anna Szymańczyk       |
| Ruth | Aidy Bryant         | Agnieszka Fajlhauer   |
| Zach | Anthony Anderson    | Paweł Ciołkosz        |
| król Herod | Christopher Plummer | Grzegorz Pawlak       |
| Kacper | Joel Osteen         | Marek Robaczewski     |
| Melchior | Fred Tatasciore     | Wojciech Machnicki    |
| Baltazar | Phil Morris         | Piotr Bąk             |
| Tadeusz | Ving Rhames         | Robert Jarociński     |
| Rufus | Gabriel Iglesias    | Tomasz Steciuk        |
| Anioł Gabriel | Joel McCrary        | Andrzej Chudy         |
| Opracowanie wersji polskiej: Start International Polska Reżyseria: Marek Robaczewski Dialogi polskie: Bartosz Wierzbięta W pozostałych rolach: Zbigniew Konopka (Miller), Cezary Nowak (stara małpa), Janusz Wituch (szambelan), Joanna Węgrzynowska (Elżbieta) |                     |                       |

## Odbiór

### Box office
Z dniem 27 listopada 2017 roku film Pierwsza gwiazdka zarobił łącznie $22.4 miliony dolarów w Stanach Zjednoczonych i Kanadzie, a $1.8 milionów w pozostałych państwach; łącznie $24.2 miliony, w stosunku do budżetu produkcyjnego $20 milionów.

### Krytyka w mediach
Film Pierwsza gwiazdka spotkał się z mieszanymi recenzjami od krytyków. Agregujący recenzje filmowe serwis Rotten Tomatoes, w oparciu o trzydzieści jeden omówień, okazał obrazowi 55-procentowe wsparcie (średnia ocena wyniosła 5,5 na 10). Na portalu Metacritic średnia ocen z 12 recenzji wyniosła 42 punkty na 100.